# Schloss Rosenegg (Ebenthal)

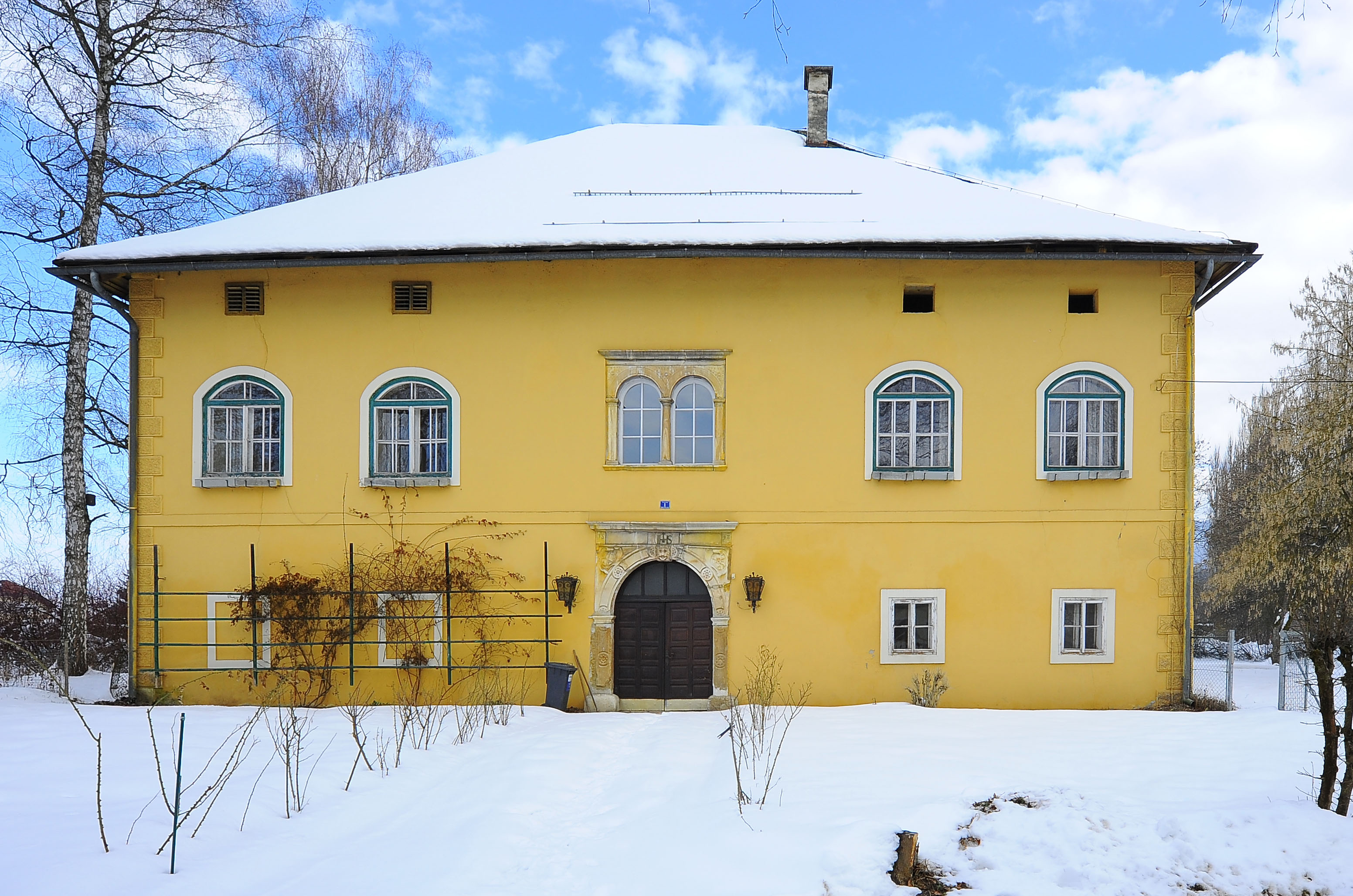
Westseite mit Renaissance-Portal und Zwillingsfenster

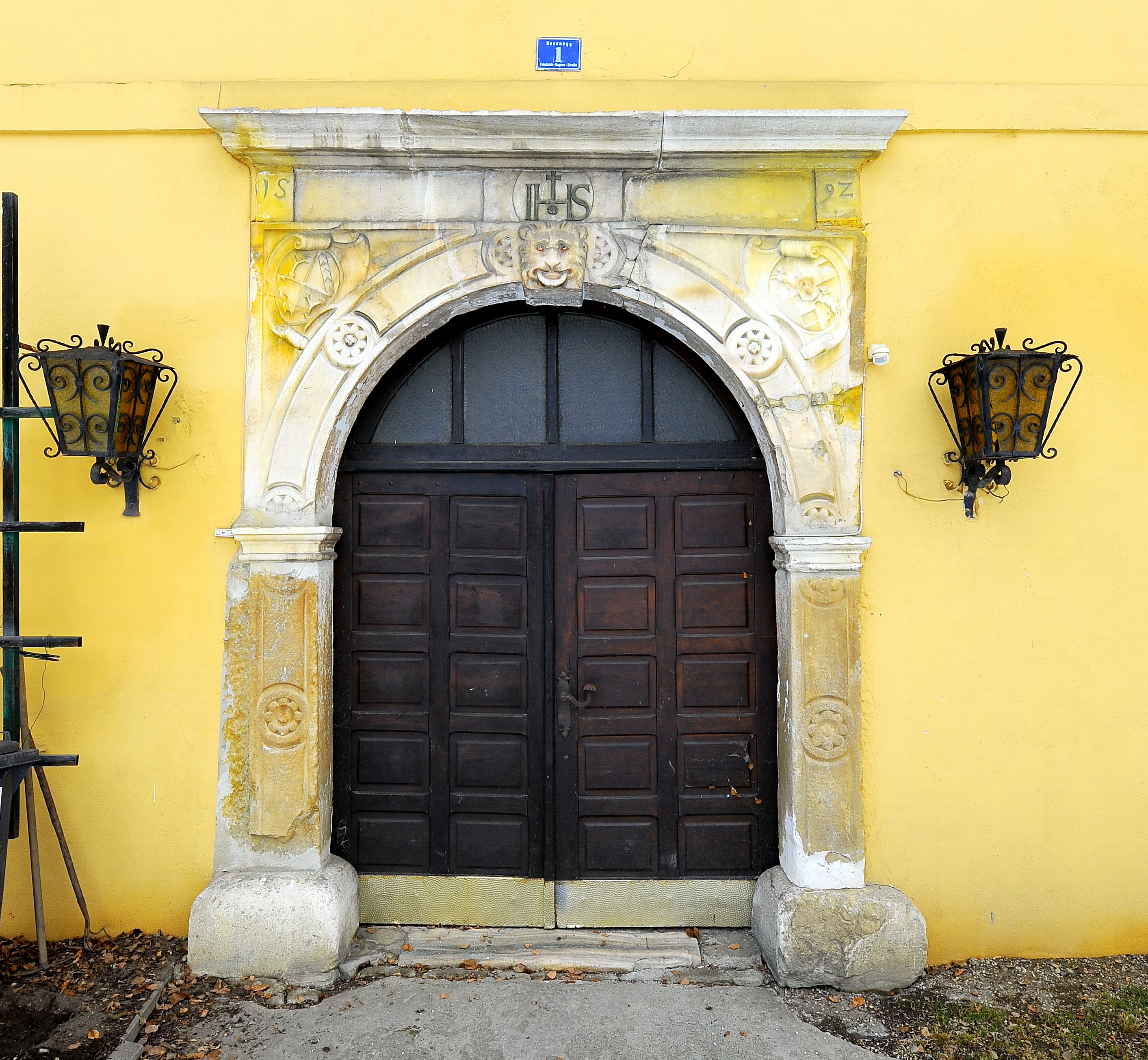
Renaissance-Portal an der West-Seite

Schloss Rosenegg liegt in der Friedrich-Gagern-Straße 1 in Ebenthal in Kärnten.

## Geschichte
Ursprünglich war es ein „Herrenhaus an der Glann“ des 16. Jahrhunderts. Im Jahre 1592 wurde es unter Johann Franz von Greissenegg zu einem zweigeschoßigen Schloss mit mächtigem Walmdach ausgebaut und blieb bis 1786 Lehensgut von Stift Viktring.

## Baubeschreibung
Die Westseite des Schlosses ziert ein Renaissanceportal mit Familienwappen. Darüber findet sich in Stein gemeißelt die Bezeichnung 1592 und im Stock ein Zwillingsfenster. Im Inneren gehören Raum- und Gewölbeformen sowie eine Holzkassettendecke des 16. Jahrhunderts zu den architektonischen Komponenten.